# نيت رامزي
نيت رامزي (بالإنجليزية: Nate Ramsey)‏ هو لاعب كرة قدم أمريكية أمريكي، ولد في 12 يوليو 1941 في نبتون ‏ في الولايات المتحدة، وتوفي في 8 مارس 2019.

## وصلات خارجية
- نيت رامزي على موقع مرجع كرة القدم المحترفة.كوم (الإنجليزية)